# Torre de Don Miguel
Torre de Don Miguel (extremadurai nyelven La Torri de don Miguel) település Spanyolországban, Cáceres tartományban. Torre de Don Miguel Gata, Santibáñez el Alto és Villasbuenas de Gata községekkel határos. Lakosainak száma 476 fő (2024).

## Népesség
A település népessége az elmúlt években az alábbi módon változott:
| Lakosok száma | 660  | 619  | 609  | 568  | 565  | 516  | 509  | 484  | 495  | 476  |
|               | 2001 | 2004 | 2006 | 2009 | 2011 | 2014 | 2016 | 2019 | 2021 | 2024 |